# APOPO
APOPO è un'ONG belga, con la sede principale presso l'Università dell'Agricoltura Sokoine di Morogoro, in Tanzania, che studia le possibilità offerte dall'addestramento specifico di ratti giganti africani per la ricerca delle mine terrestri e l'individuazione della tubercolosi.

## Attività
Opera in collaborazione con altre organizzazioni internazionali (per esempio Menschen gegen Minen e Geneva International Centre for Humanitarian Demining) e con le forze armate tanzaniane (che hanno supportato l'APOPO nell'allestimento di un campo minato di addestramento). Ratti addestrati dall'APOPO sono stati impiegati sul campo nel Mozambico meridionale, con ottimi risultati.
I ratti giganti africani sono una specie endemica dell'Africa subsahariana, morfologicamente simile al ratto norvegese ma di dimensioni maggiori: gli esemplari possono pesare fino a 1,5 kg.
Oltre allo sminamento, APOPO sta studiando altri impieghi di ratti addestrati a fini umanitari. Tra l'altro, l'organizzazione ha ottenuto la sponsorizzazione da parte della Banca Mondiale per un progetto di studio dell'uso di ratti nella rilevazione dei batteri della tubercolosi nella saliva umana.